# 国立大学
国立大学（こくりつだいがく、英: National university）とは、国家の政府によって設立または運営されている大学を指す。国立学校である大学。教育担当官庁の傘下にある国が多い。ここでは主に日本国内における国立大学について記述する。
主に地方自治体が設置・運営する公立大学とともに、日本では「国公立大学」（こっこうりつだいがく）と総称される。私立大学や公設民営大学と区別される。
日本の国立大学の学校の設置者は国立大学法人となっている。類似のものに他の独立行政法人・国立研究開発法人が設置する大学校・省庁大学校がある

## 概説
2003年（平成15年）、国立大学法人法等の施行に伴う関係法律の整備等に関する法律（平成15年法律第117号）の施行により国立学校設置法が廃止され、新たに制定された国立大学法人法（平成15年法律第112号）の規定により、2004年（平成16年）4月1日に国立大学は国立大学法人の設置する大学に移行した。
かつては日本国政府の中央省庁の一つである文部科学省（文科省）に置かれる施設等機関であった。1945年（昭和20年）に終結した第二次世界大戦における日本の降伏に伴い、大日本帝国時代の諸制度に対する戦後改革が行なわれた。1949年の国立学校設置法（昭和24年法律第150号）に基づき、旧帝国大学、旧制大学、高等師範学校、旧制高等学校、旧制専門学校、師範学校等を統合して、原則として各都道府県に最低でも1校の、新制大学としての国立大学が設置された。旧学制下では原則的に単科大学が基本であり、総合大学は帝国大学のみであったがこれら諸学校の統合により複数の学部を持つ新制大学が全国に設置された。しかし人文・社会・自然・医の4領域すべての領域を持つ狭義の総合大学の設置は限定的で大多数は4領域のうち、2-3領域のみを設置する複合大学に留まった。
2020年代前半時点で、日本には国立大学が85校（うち大学院大学4校）ある。このうち「世界最高水準の教育研究活動の展開が相当程度見込まれる国立大学法人」が文科省により「指定国立大学法人」に指定されている。2024年（令和6年）11月時点で9校指定されている（東北大学、東京大学、東京科学大学、一橋大学、筑波大学、名古屋大学、京都大学、大阪大学、九州大学）。
なお、国立短期大学は2010年（平成22年）度で全廃されている。
日本では国立大学の収入は、日本国政府の支出（すなわち税金）に拠る部分が大きい。財務省（日本国政府）は、平成25年度ベースの場合、大学附属病院の収入を除くと、約68%が運営費交付金や補助金などの国からの支出、自己収入は全体で33%（内訳は寄附金収入が4.3%、授業料等収入が14.7%、産学連携等研究収入が10.8%）と試算しており、「国からの補助金が概ね1割である私立大学と比べると、その違いは顕著なものとなっている」と指摘している。国立大学の運営に多額の税金が投入されている点について、文科省は『国立大学経営力戦略』において「運営費交付金依存体質からの脱却」を提唱した。また、国公立大学の競争力や生産性に見合っているかという批判や私立大学で実現可能な分野にもかかわらず、税金を投入して授業料を安く設定するのは民業圧迫という批判が存在する。
かつては、裕福な家庭の子が私立大学に進学し、貧しい家庭の子が国公立へ進学する構図が見られた。しかし、2010年代以降、私立大学に通う学生の親の年収よりも、国立大学へ進学した学生の親の年収の方が高いという逆転現象が生じている。2016年の学生生活調査によれば、大学生がいる家庭の平均世帯年収は、国立で841万円、公立730万円、私立834万円であり、世帯年収1000万円以上の家庭の割合は、国立29.2%、公立20.3%、私立25.7%であった。
ほとんどの国立大学が自治権を持って運営している。学生数は、全大学生のうち2割程。
放送大学と沖縄科学技術大学院大学は私立大学に分類されるが、設置法に基づき私学助成の一般制限を超えた国からの補助金を得ているなど公的な側面を有する。産業医科大学も私立大学であるが厚生労働省から支援を受けている。

## 立地
47都道府県全てに最低1つの国立大学が設置されている。所在地は都道府県庁所在地が多いが、青森県の弘前大学は、県庁所在地の青森市でなく弘前市にあるような例もあるほか、複数の国立大学を擁する都道府県もある。また千葉県柏市に大学院を持つ東京大学、千葉県市川市に教養部のキャンパスを持つ東京医科歯科大学は都道府県境を跨いでキャンパスを持つ。そのほか各大学の演習林等附属施設は全国に散在する。
「新制国立大学実施要綱」（1948年6月、いわゆる国立大学設置11原則）により、「新制国立大学は、特別の地域（北海道、東京、愛知、大阪、京都、福岡）を除き、同一地域にある官立学校はこれを合併して一大学とし、一府県一大学の実現を図る。」（一府県一大学構想）とされ複数の母体校を統合し校地を引き継いだため多くの大学が分散キャンパスとなっている（タコ足大学）。特に北海道教育大学、信州大学、山形大学の3大学はキャンパス数、延長距離から見て分散度が抜きんでて高い。新潟大学、広島大学、宮崎大学等では、全国総合開発計画と連動した学園都市構想等により、それまでの分散キャンパスの移転統合が実現したが後に大学の郊外移転に対する否定的評価も生まれた。
全体的に古いキャンパスほど都市型立地の占める割合が高く、新しくなるにつれてこれらが低下する傾向にある。特に高度成長期前に開設されたキャンパスとそれ以降のものとの差は著しく、高度成長期以前に設置され都市の郊外、農村にとどまっているものは香川大学池戸キャンパス（明治36年開設）等いずれも特殊な立地傾向を持つ農学系キャンパスのみであるが、高度成長期以降のキャンパスは大半が市街地の辺縁部、郊外、農村に立地している。都市中心部には東京海洋大学等の単科大学、（主要キャンパスが郊外に移転した後も）残された附属病院を持つ医学部キャンパスが多く、複数の学部を揃える大学は帝国大学のキャンパスを引き継ぐ東京大学、北海道大学、地方大学（新制大学）の愛媛大学等少数である。金沢大学（金沢城内、旧丸の内キャンパス）、琉球大学（首里城跡）等は市街地中心部にキャンパスを置いていたが文化財保護、敷地拡大のために郊外に移転した。

## 名称
ほぼ全ての国立大学の大学名は所在地名を由来とする。都道府県名が多いが、令制国名など（信州大学や琉球大学）、県都名（宇都宮大学や金沢大学など）、地域ブロック名（東北大学や九州大学）といった例もある。横浜国立大学は校名に唯一「国立」の語を入れている。
宮城大学および長野大学は都道府県名の公立大学、青森大学、神奈川大学や奈良大学、福岡大学等は都道府県名を冠した私立大学である。
地名に由来しない国立大学は電気通信大学、そして大学院大学である総合研究大学院大学と政策研究大学院大学の3校のみである。かつては図書館情報大学（現：筑波大学情報学群知識情報・図書館学類）もそうであった。一橋大学（東京都国立市）の名称は、前身の東京商科大学が東京都千代田区一ツ橋にあったことに由来する。お茶の水女子大学（東京都文京区）の名称は、前身の東京女子高等師範学校が、文京区湯島と千代田区にまたがる御茶ノ水地区にあったことに由来する。
大宅壮一は、旧帝国大学・官立大学以外の各校を「駅弁大学」と呼んだ。ただし一期校・二期校制度（後述）が廃止され大学全入時代となった近年では、死語と化している。

## 類型
独立行政法人大学改革支援・学位授与機構の分類による。旧帝国大学は学生数や財政規模において突出している。また単科の旧官立大学(2校)は学生規模はさほど大きくないが外部資金や科研費の総額が旧帝大に匹敵する。医学部を持つ旧官立大学(9校)と新制総合大学5校は多くの指標で旧帝大に次ぐ規模を持つ。新制大学とは（医学部を除き）戦前期に大学に昇格した高等教育機関を持たず師範学校と実業専門学校を主たる母体として設立されたものである。

### 旧帝国大学（7校）
北海道大学・東北大学・東京大学・名古屋大学・京都大学・大阪大学・九州大学が該当する。東京帝国大学や京都帝国大学は法医工文理農（経済）の全学部を揃えていたが基本的には理科系の学部が優先された。東北帝国大学や九州帝国大学・京城帝国大学では大正年間に法文学部が設立されたが、北海道帝国大学、大阪帝国大学と名古屋帝国大学には人文系学部は設置されず狭義の複合大学であった。1947年に北海道大学法文学部、新制大学化後の1948年に大阪大学法文学部、名古屋大学文学部・法経学部が設置され旧帝国大学は全て総合大学（人文・社会・自然・医の4領域すべての領域を持つ大学）化した。
第二次世界大戦後、1947年（昭和22年）10月より国立総合大学（こくりつそうごうだいがく、旧字体：國立總合大學）に改められ、続く学制改革で1949年（昭和24年）より新制国立大学へ移行した。
学制改組期に非高等教育機関であった旧制師範学校との併合を避けたため教員養成系学部を持たず、教育学部はいずれも教育学専門学部（社会科などの教員免許は取得可能であるが教員養成に特化していない、いわゆる文学、社会学の一系）である。

### 旧官立大学（11校）
母体となった旧制官立大学の設置順に、一橋大学、新潟大学・岡山大学、金沢大学・長崎大学・千葉大学、熊本大学・東京工業大学・神戸大学・筑波大学・広島大学が該当する。
旧制大学を母体にする大学で、戦前は専門性の高い（領域の狭い）単科大学であった。東京工業大学と一橋大学以外の9校は戦後に総合大学（人文・社会・自然・医の4領域すべての領域を持つ大学）となった。これらは母体となった旧制大学を基に諸学校（旧制高等学校、専門学校、師範学校等）の併合、学部新設などで学問領域を拡大し総合大学化した。学部名はともかく、長崎大、熊本大に農学部の設置がないと言った例外を除き学域構成は旧帝国大学に準ずる広がりを持つが大学院のシェアは（研究型大学の筑波大学を除き）さほど大きくない。 総合大学化した9校のうち、神戸大学と筑波大学を除く7校はいずれも旧帝国大学群と異なり教員養成系の教育学部、学類を置いている。

### 新制総合大学（5校）
信州大学・山口大学・愛媛大学・鹿児島大学・琉球大学が該当する。
戦後の国立学校設置法以降に新設された大学のうち暫定的に設置された文理学部の解体、一県一医大構想が一通り完了する昭和50年代初めまでに人文・社会・自然・医の4領域すべての領域を持つ総合大学となったもの（ただし人文領域として教員養成系学部のみを置き、狭義の人文系学部の設置が無いものを除く）。新制大学のうち平成3年の大学設置に対する規制緩和（大学設置基準の大綱化）までに総合大学化した大学はこれら5校のみの少数であり、いずれも大規模校である。予算の増額・定員増・学部増はどれも認められないという戦後期の文部省の「3原則」の制約の中でも設立時の経緯から人的、財政的に総合大学としての素地を持つこれら大学は「ミニ旧帝大」化と言われるほど戦前の帝国大学の学部構成をモデルとした全方位的な学部、学問領域の拡充を強く志向し2000年代に新設学部が設置されるまで（信州大学繊維学部、アメリカ統治下の琉球大学等を除き）戦前の帝国大学とほぼ同名の学部構成であった。旧官立大学群と異なり特定の有力学部を持たず総合大学化した背景から、偏りなく中立的な学問領域の広がりが特徴であり、旧帝国大学群に準ずる法医工文理農経に教育を加えた全領域を網羅するが大学院のシェアはさほど大きくない。島根大学、大分大学、佐賀大学などは2000年代に入り芸術系学部、統合領域の学部を設置し上記の定義を満たしたが5大学と比べ規模が小さい。

### 新制複合大学
弘前大学・秋田大学・岩手大学・福島大学・埼玉大学・横浜国立大学・福井大学・香川大学・宮崎大学など、多数の大学。
国立学校設置法以降に新設された大学のうち人文・社会・自然・医の4領域のうち2ないし3領域を満たす大学。国立大学の規模拡大を実質的に認めなかった文部省、大蔵省の政策により戦後各県に新設された地方国立大学の大半は総合大学化が叶わず複合大学に留まった。形式的類型の中でもっとも多くの大学が含まれその数の多さのため内部での機能分化も大きいが、学部構成の点で総合大学より小さく、大学院の規模が総合大学よりもさらに小さいことが共通の特徴である。大半の大学は旧制師範学校を母体とする教育学部を持っていたが近年は島根大学へ教員養成系学部を移管した鳥取大学のような例が見られる。また独立した理学部、工学部を持たなかった大学へ既存学部の改組により「理工学部」の設置が多数見られるがいずれもいずれも母体学部の学科構成が基本となり、金沢大学のように古典的な基礎科学の理学部と応用科学の工学部を統合したものとは学科構成が異なる。中～小規模の大学が大半であり、規模ゆえの機敏性から特に大学設置基準の大綱化以降は宇都宮大学「地域デザイン学部」、「データサイエンス経営学部」、島根大学「材料エネルギー学部」、高知大学「農林海洋科学部」といった従来の枠組みに囚われない学部の設置も盛んに行われた。

### 旧制単科大学
戦前に設置された旧制高等教育機関の流れを汲む大学のうち人文・社会・自然・医の4領域のうち1領域からなる大学。いずれも小規模であるが、そのなかで教育系の単科大学の学部の規模は大きく、工学系では修士・博士課程が一定の規模を持っている上に学部資金や科研費などの研究資源も得ている。
- 旧女子高等師範学校

お茶の水女子大学・奈良女子大学
- 旧制専門学校

小樽商科大学・東京外国語大学・帯広畜産大学・電気通信大学・東京海洋大学・東京学芸大学・奈良教育大学・福岡教育大学等

### 新制単科大学
国立学校設置法以降に設置された大学のうち人文・社会・自然・医の4領域のうち1領域からなる大学。戦後の高等教育政策に基づき新設された大学でいずれも小規模であるが学部に比較して大学院の規模が大きい大学が多い。
- 新設医科大学

旭川医科大学・浜松医科大学・滋賀医科大学
- その他の新設大学

北見工業大学・上越教育大学・長岡技術科学大学・鹿屋体育大学等

### 大学院大学
学部（学部以外の教育研究上の基本となる組織を含む）をおくことなく大学院をおく大学。
総合研究大学院大学・北陸先端科学技術大学院大学・奈良先端科学技術大学院大学・政策研究大学院大学

## 入学試験
国立大学の一般入学試験（入試）は、通例「大学入学共通テスト」（1979年から1989年は「大学共通第1次学力試験」通称「共通一次」、1990年から2020年までは「大学入学者選抜大学入試センター試験」）の受験が必須である。
この「共通テスト」の6教科8科目は
- 理系：英語、数学①②、国語、理科×2、地理歴史公民×1、情報

- 文系：英語、数学①②、国語、理科×1、地理歴史公民×2、情報

という広範囲を選択することになっており、また、それに加えて大学別の個別試験（2次試験）も受験しなければならない。したがって、私立大学に比して試験科目数が非常に多く、オールラウンドな学力が要求されるが、試験科目数を軽減している国立大学も一部に存在している（一方で、私立大学は試験科目数が少ない分、1科目ごとの失敗が許されない上、高得点が要求される。また、難関私大では高校の範囲を超える難問が出るなど、センターの比重が高い国公立大学とは趣を異にする傾向がある）
また、記述形式が中心の2次試験では、解答のみを答える私立大学や共通テストのマークシート形式と異なり、解答のみならず、その解答に至るまでの正確な過程や考察も答える問題が非常に多く、より高度な学力が要求されている。なお、一部の大学では共通テストの配点を小さくする措置を取る場合もある。
国立大学の2次試験は、前期日程と後期日程の2つの日程に募集人員を振り分けて選抜する「分離・分割方式」で実施される。受験生は前期日程と後期日程にそれぞれ1校ずつ出願できる（中期日程を設定する大学もある）。つまり、国公立大学は最大3校の受験が可能である。この点、日程さえ異なればいくつでも併願可能な私立大学に比べ、受験可能回数が非常に限られる（稀に共通テストのみを課す大学がある）。
また、国立大学では、共通テストの成績を用いた2段階選抜が行われる場合がある。これは、共通テストの成績に基づいて2次試験を受験できる者を選抜し（第1段階選抜）、選抜合格者にのみ2次試験を実施する制度である。一般的に「志願者が募集人員の何倍を上回った場合、第1段階選抜を実施する」とされており、志願者数の状況によって2段階選抜の有無が決まる。2段階選抜が実施されるのは、難関国立大学や医学部が多い傾向がある。
共通一次試験の開始前、1978年まで実施されていた国立大学の試験実施日を二つに分けていた制度については「国立旧一期校・二期校」を参照。

### 推薦入学と地域枠
国立大学の約9割が学校推薦型選抜を実施している。国公立大学の学校推薦型選抜は、私立大学に比べて募集人員が少なく、出願条件のうち「学習成績の状況4.0以上」など厳しい成績基準が設けられる。また、共通テストの受験を義務づけたり、面接や小論文といった独自試験を課したりする大学も多い。
特に、国立大学の医学部の多くは、出身地域や卒業後の勤務地等に制限を設けた地域枠学校推薦型選抜を実施している。地域枠で合格・入学すると、卒業後に特定の地域で医師として働くことを条件に奨学金が受給できるなどの特例が設けられる場合もある。
国立大学医学部の地域枠は、地方における医師不足への対策として設けられている。『読売新聞』の調査によると、大学院大学を除く82国立大学のうち、何らかの形で地域枠を設けている大学は48校と過半数に達しており、教員養成課程（教育学部）でも導入例が目立ち、他にも獣医師や農漁業者、観光、デジタル技術者を養成する学部・学科にも広がりつつある。

### AO入試
AO入試を実施する国立大学も増加傾向にある。出願条件は学校推薦型選抜より緩やかな場合が多いが、大学によっては特定資格の有資格者や全国コンテストの上位入賞者など、厳しい条件が定められている。選考方法は書類審査・面接（プレゼンテーション）・小論文を課す選抜型が一般的である。

### 特例入試等
各種の事情で多くの受験生が入学試験を受験できない場合には、特例入試や追試験が実施される場合がある。1995年（平成7年）の阪神・淡路大震災による特例入試と、2009年（平成21年）から2010年（平成22年）の新型インフルエンザ流行による追試験は、国立大学協会の主導のもと、全国的に行われている。
阪神・淡路大震災が発生したのは1995年（平成7年）の大学入試センター試験直後に当たる1月17日で、国立大学への入学願書の提出が迫っていたため、震災が提出に影響すると考えられた。国立大学協会は、2月3日に「阪神大震災で被災した受験生を対象とする特例入試の実施について」という文書を各国立大学へ送り、被災受験生の負担を軽減するために可能な手段を講じるように要請した。受験資格は、被災市町村に住居か在学校があり、3月27日の時点でいずれの国公立大学にも合格していない受験生で、1つの大学に限って受験が可能である。試験が行われたのは3月28日以降（D日程入試）で、最終的に国立大95校、公立大48校の全校が特例入試を行うことになった。選抜方法としては、面接や調査書など、学力検査以外の方法で行う例も少なくなかった。文部省の発表によると、阪神大震災特例入試を志願した受験生は全国の合計で1,479人で、うち1,440人が実際に試験を受け、347人が合格している。

## 教員
国立大学の教員の多くが、国立大学出身者で占められている。文部科学省の調査によれば、国立大学教員における国公立大学出身者の割合は約95％にのぼる。他方、私立大学の教員における国公立大学出身者の割合は約5割である。
2004年の国立大学法人化までは国家公務員の身分であったが（教官）、現在はみなし公務員である。近年は、有期契約教員や非常勤教員も増えており、正規教員と賃金格差も生まれている。このような待遇面に不満を持つ教員の私立大学・海外大学への教員流出も起こっており、国立大学から中堅レベルの私立大学への流出に歯止めがかからないと言われる。
教員の再就職について、松野弘は「元東大教授という肩書の人物がいれば、私立大学は喜んで招聘してくれるという「東大神話」の時代は終焉を迎えつつある」と指摘している。
また国立大学の職員の公募に関しては、最初から採用する人物が決まっているにもかかわらず形だけ公募の体を取る「出来公募」が存在しているといい、水月昭道など大学教育関係者の中にも「出来公募」の存在を主張する者がいる。

## 国立大学と賞
日本人のノーベル賞受賞者の全てが国立大学出身者（学士時点）で占められている。このうち、13人が旧帝国大学出身者であり、6人がその他国立大学出身である。学問領域ごとに設けられている国際的賞であるフィールズ賞やガウス賞、ウルフ賞は、日本人受賞者全員が旧帝国大学出身である。

## 日本国外の国立大学

### フランス
フランスの大学は法令によって「学術的・文化的・職業専門的性格を有する公施設法人」とされており法人格を有する国立の機関とされている。フランス政府からの予算配分は各大学との機関契約で行われている。
人事に関しては学部長は学部内の教員から評議会の選挙で選出することが法令で規定されている。また、教員の任用は学内に設置される選考委員会が審査して、大学が推薦し、教授は大統領、准教授は大臣が任命する。
フランスの大学は国からの監督を受けているが、2007年の大学の自由と責任に関する法律（LRU法）で大学の裁量が大幅に拡大された。
大学とは別にテクノクラート養成校であるグランゼコールも存在する。

### アメリカ合衆国
アメリカ合衆国は州の独立性が高く州立大学はあるが、アメリカ合衆国連邦政府が設立した国立大学はなく、奨学金や予備役将校訓練課程など学費を補助するプログラムがある。
アメリカ合衆国の連邦大学校（省庁大学校。職員研修所）として士官学校（陸軍士官学校 、海軍兵学校、空軍士官学校 、沿岸警備隊士官学校、商船大学校）がある。また大学院に相当の参謀学校が8校ある。
非軍事系の大学校は連邦捜査局の特別捜査官を養成するFBIアカデミーなど5校ある。
国立聾工科大学はロチェスター工科大学（私立）の学部であるが、運営資金は国費でまかなわれているため国立（National）と呼ばれている。
州立大学にはランドグラント大学と呼ばれる連邦政府から土地の供与を受けた大学がある。

### 中華民国（台湾）
中華民国が実効支配する台湾にある国立大学は32校で、国立台湾大学、国立政治大学、国立成功大学、国立陽明交通大学、国立清華大学などが挙げられる。
台湾にある国立高等教育機関の合計は49校で、国立大学以外の内訳は国立高等専門学校は13校、国立高等専門学校は2校、国立公開大学は2校である。

### オーストラリア
オーストラリアの国立大学はオーストラリア国立大学（The Australian National University：ANU）のみとなっている。オーストラリアの高等教育は公立大学が主体であり、大学は私立大学の2校と国立大学であるオーストラリア国立大学を除き公立大学である。